# Мисько, Александр
Александр Владимирович Мисько́ (род. 28 ноября 1997) — российский фингерстайл-гитарист и музыкант. Получил известность благодаря кавер-версиям известных песен, публикуемым на Youtube и Facebook. Выпустил четыре студийных альбома: The Songs of Adolescence, Beyond the Box, Roundtrip и Take your Time.

## Биография
Родился 28 ноября 1997 года в Краснодаре. Родители по образованию экономисты, музыкантов в семье нет. Начал играть на гитаре в возрасте 12 лет, когда родители подарили ему первую гитару, на тот момент классическую. По словам Александра, он учился играть на ней в течение трёх лет, пока не наткнулся на музыку канадского гитариста Дона Росса. 
Первое видео на Youtube-канал загрузил 1 августа 2012 года, им стал кавер на песню «Story» Тревора Гордона Холла. В 2015 году внимание российских СМИ привлекло видео музыканта, в котором он одной рукой играет на гитаре, а другой стучит в такт ручкой по тумбочке. Видео набрало 500 000 просмотров за 4 дня. 17 февраля того же года Мисько посетил премьеру рубрики «Алло, интернет!» ночного ток-шоу «Вечерний Ургант».
Мировая известность пришла к музыканту после публикации кавера на песню Майкла Джексона «Billie Jean» 25 ноября 2016 года. Видео стало вирусным и набрало более 3 миллионов просмотров на Youtube и более 35 миллионов просмотров на Facebook. Вскоре после публикации кавера Мисько выложил свой дебютный альбом, The Songs of Adolescence.
В конце 2017 года Мисько выпустил свой второй альбом под названием Beyond the Box, в который вошли каверы на песни «Billie Jean» (Майкл Джексон), «Careless Whisper» (Джордж Майкл из Wham!) и песни собственного авторства. В 2018 году кавер на «Careless Whisper» также стал вирусным, набрав более 50 миллионов просмотров на Facebook. В том же году Мисько выступал на TEDxMannheim (независимая конференция TED в Мангейме), тема его выступления — «What if you could make one instrument sound like an entire band?» (с англ. — «Что было бы, если бы ты мог заставить один инструмент звучать как целый ансамбль?»).
29 сентября 2018 года стал победителем конкурса UK Guitar Show 2018 в номинации «Acoustic Guitarist of the Year», для которого написал и исполнил композицию «Tale of Lost Times» (с англ. — «Сказка о потерянном времени»).
В конце 2019 года Александр опубликовал свой третий альбом Roundtrip. Альбом занял девятую позицию в российском чарте альбомов Google Play.
Александр был заявлен как один из участников концерта Ultimate Jam, который должен был пройти на фестивале Musikmesse с 31 по 4 апреля 2020 года, однако фестиваль был отложен из-за пандемии COVID-19.

## Стиль
По словам Мисько, он черпает вдохновение из разнообразной музыки, слушая всё от олдскульного хип-хопа до техничного дэт-метала, а также минималистическую музыку, включая исполнителей Стивена Райха и Филипа Гласса. На его технику игры повлияли такие гитаристы, как Дон Росс, Джон Гомм, Томас Либ, Престон Рид, Майк Доус и Эрик Монгрейн.

## Дискография
- The Songs of Adolescence (2016)
- Beyond the Box (2017)
- Roundtrip (2019)
- Take Your Time (2021)